# Sóng gió hậu trường
Sóng gió hậu trường (tiếng Hàn: 온에어) là một bộ phim truyền hình Hàn Quốc 2008 với sự tham gia của các diễn viên Kim Ha-neul, Park Yong-ha, Lee Beom-soo và Song Yoon-ah...  Phim công chiếu trên SBS từ 5 tháng 3 đến 15 tháng 5 năm 2008 bao gồm 21 tập.
Tại Việt Nam, phim từng được TVM Corp. mua bản quyền và phát sóng trên kênh HTV3.

## Phân vai

### Nhân vật chính
- Lee Beom-soo vai Jang Ki-joon
- Kim Ha-neul vai Oh Seung-ah
- Park Yong-ha vai Lee Kyung-min
- Song Yoon-ah vai Seo Young-eun[3]

### Nhân vật phụ
- Lee Hyung-chul vai Jin Sang-woo (SW Entertainment president)
- Han Ye-won vai Cherry
- Hong Ji-min vai Lee Hye-kyung
- Yoo Seo-jin vai Yoon Hyun-soo
- Choi Sang-hoon vai Kang Ho-sang
- Lee Won vai Kwon Oh-suk
- Lee Sung-min vai Song Soo-chul
- Lee Dal-hyung vai Park Bong-shik
- Yeo Ho-min vai Hong Seo-gyu
- Kim Dong-gyun vai Noh Yong-chul
- Park Joo-ah vai Park Hyung-ja
- Shin Dong-woo vai Kim Joon-hee
- Lee Chul-min vai Kim Hak-seon
- Kang Joo-hyung vai Ahn Da-jung
- Jin Sung vai Lee Won
- Im Hyun-sung vai Kim Beom-rae
- Sung Woo-jin vai Ra Seok-hyun
- Ricky Kim vai Aidan Lee
- Lee Kyung-jin vai Kwak Wook-shim
- Min Seo-hyun vai Yang So-eun
- Seol Ji-yoon vai người viết Kwon
- Kang Rae-yeon vai hướng dẫn viên du lịch
- Maeng Bo-hak vai nhà sản xuất phim

## Giải thưởng và đề cử
| Năm  | Giải                      | Thể loại                                   | Người nhận          | Kết quả   |
| ---- | ------------------------- | ------------------------------------------ | ------------------- | --------- |
| 2008 | 2nd Korea Drama Awards    | Best Actress                               | Kim Ha-neul         | Đoạt giải |
| 2008 | SBS Drama Awards          | Top 10 Stars                               | Kim Ha-neul         | Đoạt giải |
| 2008 | SBS Drama Awards          | Top 10 Stars                               | Song Yoon-ah        | Đoạt giải |
| 2008 | SBS Drama Awards          | Top 10 Stars                               | Park Yong-ha        | Đoạt giải |
| 2008 | SBS Drama Awards          | Best Supporting Actor in a Drama Special   | Lee Hyung-chul      | Đề cử     |
| 2008 | SBS Drama Awards          | Best Supporting Actress in a Drama Special | Hong Ji-min         | Đề cử     |
| 2008 | SBS Drama Awards          | Excellence Award, Actor in a Drama Special | Park Yong-ha        | Đoạt giải |
| 2008 | SBS Drama Awards          | Top Excellence Award, Actor                | Lee Beom-soo        | Đề cử     |
| 2008 | SBS Drama Awards          | Top Excellence Award, Actress              | Kim Ha-neul         | Đoạt giải |
| 2008 | SBS Drama Awards          | Top Excellence Award, Actress              | Song Yoon-ah        | Đoạt giải |
| 2009 | 45th Baeksang Arts Awards | Best Screenplay (TV)                       | Kim Eun-sook        | Đề cử     |
| 2009 | 45th Baeksang Arts Awards | Best New Actress (TV)                      | Han Ye-won          | Đề cử     |
| 2009 | 45th Baeksang Arts Awards | Best Actor (TV)                            | Park Yong-ha        | Đề cử     |
| 2009 | 45th Baeksang Arts Awards | Best Director (TV)                         | Shin Woo-chul       | Đoạt giải |
| 2009 | 45th Baeksang Arts Awards | Best Drama                                 | Sóng gió hậu trường | Đề cử     |